# Trentepohlia fuscistigma
Trentepohlia fuscistigma là một loài ruồi trong họ Limoniidae. Chúng phân bố ở miền Australasia.